# Civelles à la bilbayenne

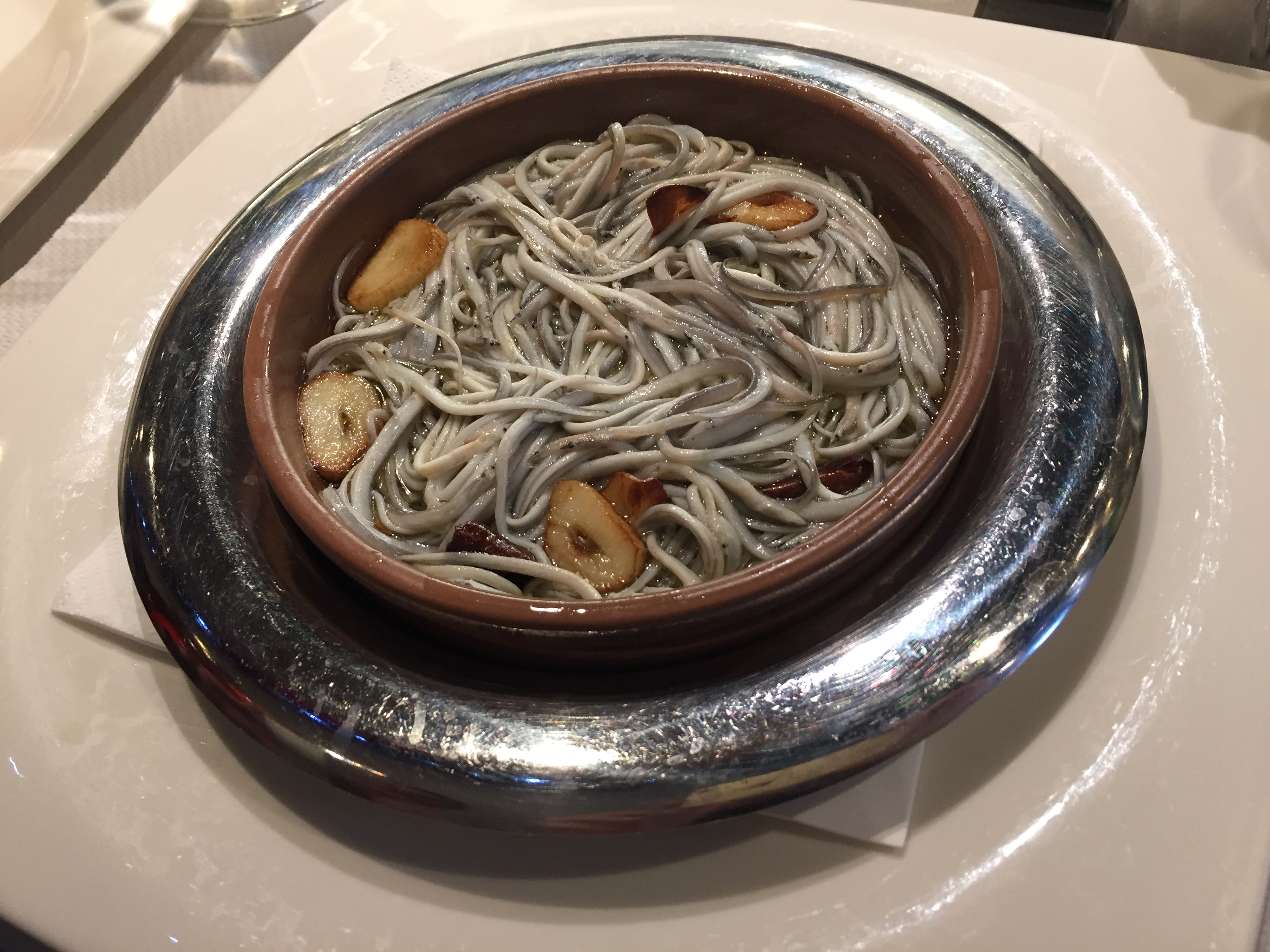
Civelles à la bilbayenne.

Les civelles à la bilbayenne (angulas a la bilbaína en espagnol et angulak bilboko eran en basque) sont un plat typique du Pays basque et de Bilbao dont la préparation est très simple.
La recette la plus célèbre et traditionnelle pour préparer les civelles est de faire dorer, dans une cazuela en terre cuite, des gousses d'ail coupées en lanières dans un peu d'huile d'olive chaude, si possible extra vierge, puis d’incorporer les civelles et des petits morceaux de piment (petits piments verts locaux), tranchés en rouelles.
La cuisson est très courte et le mets est servi immédiatement à table, toujours en ébullition, dans la cazuela couverte. On utilise une fourchette en bois pour le déguster.
Bien que ce ne soit pas le plat original, étant donné la pénurie et le prix exorbitant des civelles, on peut aussi réaliser cette recette à un prix plus abordable, en la réalisant avec des gulas au lieu des civelles.

## Ingrédients
Ses ingrédients principaux sont :
- ail
- piment
- civelles
- huile d'olive